# Pukstocklav
Pukstocklav (Hypogymnia tubulosa) är en bladlav  som först beskrevs av Schaer., och fick sitt nu gällande namn av Hav. Pukstocklav ingår i släktet Hypogymnia och familjen Parmeliaceae.  Arten är reproducerande i Sverige. Inga underarter finns listade i Catalogue of Life.

## Bildgalleri

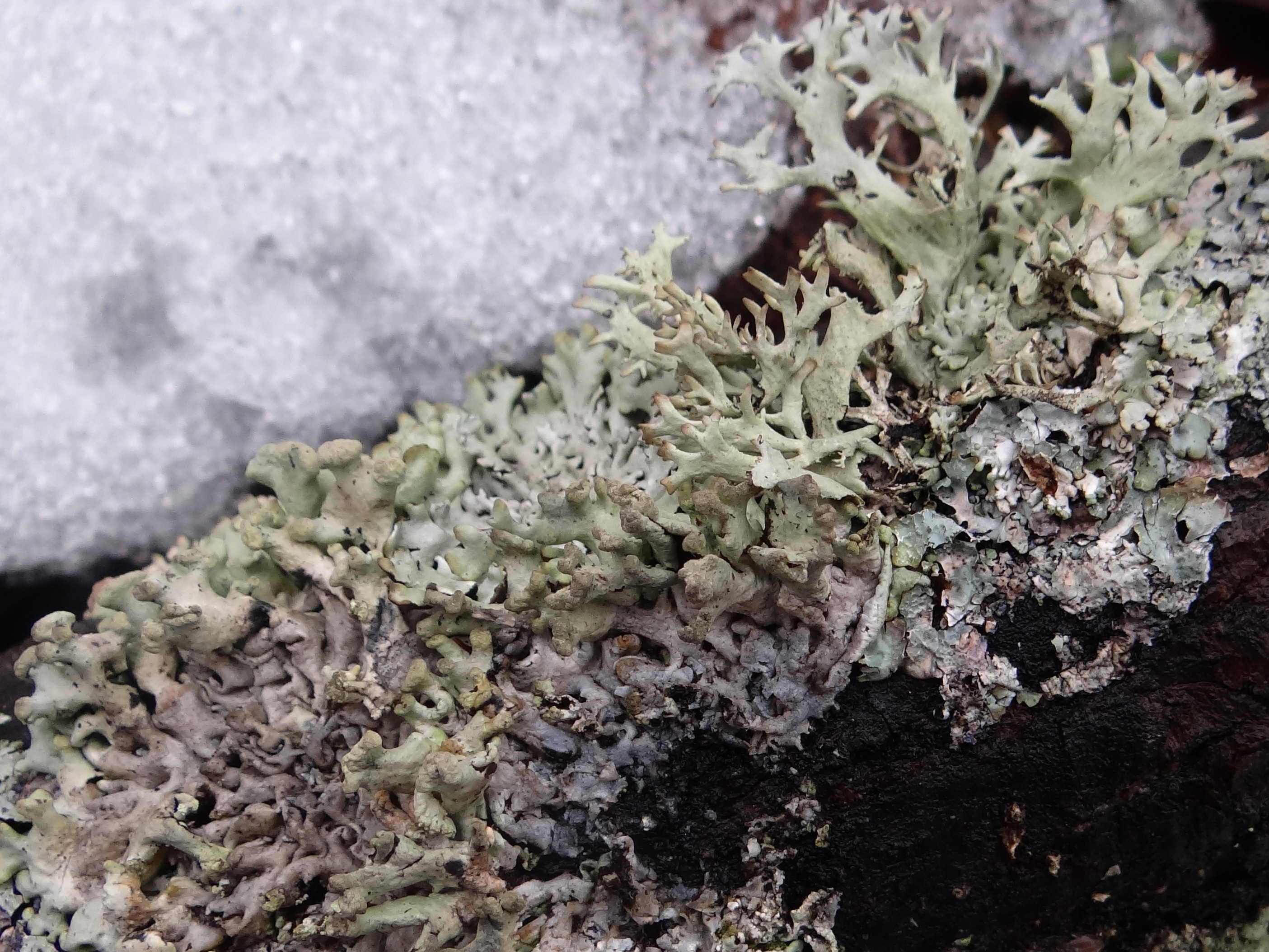